# Progressiv supranukleär pares
Progressiv supranukleär pares eller progressiv supranukleär paralys (PSP) är en neurodegenerativ sjukdom inom gruppen atypisk parkinsonism. Sjukdomen är mycket ovanlig och kännetecknas av bland annat tilltagande stelhet, förlångsamning och rörelsesvårigheter, nedsatta ögonrörelser, balanssvårigheter med fall, sväljningssvårigheter och kognitiva problem.

## Historik
När den första beskrivningen av PSP gjordes är omdiskuterat. Redan 1857 beskrev Charles Dickens i sin novell The Lazy Tour of Two Idle Apprentices en äldre man med långsamt, stelt och avvikande rörelsemönster och oförmåga att röra sina ögon - symptom som är typiska för PSP. 32 år senare, år 1889, beskrev en av Jean Marie Charcots elever en patient med en symptombild man då inte kunde förklara, men där man senare misstänkt att det kan ha rört sig om PSP. Den första samlade rapporten om PSP, där man insåg att det rörde sig om en egen sjukdomsentitet, gjordes 1964 av Steele, Richardsson och Olszewski i Storbritannien.
Kännedomen om sjukdomen har ökat markant de senaste 20 åren men än finns det inget botemedel.

## Förekomst
Medelåldern för insjuknande i progressiv supranukleär pares är 63 år.
PSP har en hel del kliniska likheter med Parkinsons sjukdom, och i en studie fann man att ungefär fem procent av alla patienter som utreddes för parkinsonliknande symptom på en specialklinik för rörelsestörningar i själva verket hade PSP. Om man ser på befolkningen i helhet finner man sjukdomen hos ungefär 11-13 personer per 100.000 individer, och varje år insjuknar mellan 0,3 och 1 av 100.000 individer.[källa behövs]

## Klinik
Sjukdomen drabbar äldre  män och kvinnor. Typiska tidiga symptom är gångsvårigheter samt störningar i balanssinnet med fall, ofta bakåt. I genomsnitt tar det cirka fem år för en person med PSP att få sin diagnos, räknat från det att personen börjar märka symptom. I likhet med Parkinsons sjukdom ger PSP stelhet (rigiditet) och förlångsamning framför allt i bål- och nackmuskulatur och i allmänhet lika uttalad i båda kroppshalvorna, till skillnad från vid Parkinsons sjukdom där symptomen ofta är mer tydliga i armar och ben än i bålen, och ofta mer uttalade i en kroppshalva än i den andra. Skakningar, som för många ses som det "typiska" symptomet på Parkinsons sjukdom, är ovanligare vid PSP. Bland de tidiga symptomen ingår också en stel, instabil hållning och, som sagts ovan, svårigheter att hålla balansen, med ökad fallrisk som följd, och därav följdskador som exempelvis benbrott. Med tiden utvecklar patienterna synbesvär som yttrar sig i svårigheter att röra ögonen. Ögonrörelserna går allt långsammare, och till slut kan förmågan att röra ögonen ha försvunnit helt. Patienterna kan ha svårighet att hålla ögonkontakt, titta neråt, styra ögonöppningen. Andra symptom som kommer med tiden är tal-  och sväljsvårigheter, och kognitiva besvär. Diagnosen är klinisk och baseras på de olika symptom och fynd som patienten har då det kan variera från fall till fall.

## Behandling
Det finns ingen botande behandling mot sjukdomen. En del patienter kan ha viss effekt av mediciner mot Parkinsons sjukdom, men mycket av behandlingen går ut på att med hjälp av hjälpmedel underlätta patientens vardag. Oförmåga att rikta blicken neråt och därmed se marken (en av riskfaktorerna som ökar falltendensen hos patienterna) kan delvis avhjälpas med glasögon med prismor. Sväljningssvårigheter till följd av nedsatt rörlighet i mun och svalg kan leda till att man behöver tillföra näring via en slang genom bukväggen till magsäcken, en s.k. PEG.